# Jiří Lehečka
Jiří Lehečka (Mladá Boleslav, 8 de noviembre de 2001) es un jugador de tenis checo.

## Primeros años
Lehečka es hijo de dos atletas. Su padre era nadador y su madre una estrella del atletismo. Ha disfrutado durante mucho tiempo del esquí, el ciclismo y la natación y recuerda haber tocado por primera vez una raqueta de tenis a los tres años. Su abuela, que compitió a nivel nacional, le enseñó el juego a su hermana mayor, por lo que, naturalmente, él quería jugar. Cuando Lehečka era joven, admiraba a Tomáš Berdych y Radek Štěpánek.

## Títulos ATP (2; 2+0)

### Individual (2)
| Leyenda                   |
| Grand Slam (0)            |
| ATP World Tour Finals (0) |
| ATP Masters 1000 (0)      |
| ATP World Tour 500 (0)    |
| ATP World Tour 250 (2)    |

| n.º | Fecha               | Torneo   | Superficie | Oponente en la final | Resultado     |
| --- | ------------------- | -------- | ---------- | -------------------- | ------------- |
| 1.  | 13 de enero de 2024 | Adelaida | Dura       | Jack Draper          | 4-6, 6-4, 6-3 |
| 2.  | 5 de enero de 2025  | Brisbane | Dura       | Reilly Opelka        | 4-1, ret.     |

#### Finalista (3)
| n.º | Fecha                 | Torneo        | Superficie | Oponente en la final | Resultado        |
| --- | --------------------- | ------------- | ---------- | -------------------- | ---------------- |
| 1.  | 26 de agosto de 2023  | Winston-Salem | Dura       | Sebastián Báez       | 4-6, 3-6         |
| 2.  | 20 de octubre de 2024 | Amberes       | Dura (i)   | Roberto Bautista     | 5-7, 1-6         |
| 3.  | 22 de junio de 2025   | Queen's Club  | Hierba     | Carlos Alcaraz       | 5-7, 7-6(5), 2-6 |

### Dobles (0)
| Leyenda              |
| Grand Slam (0)       |
| ATP Finals (0)       |
| ATP Masters 1000 (0) |
| ATP 500 (0)          |
| ATP 250 (0)          |

#### Finalista (2)
| N.º | Fecha               | Torneo       | Superficie | Pareja       | Oponente en la final        | Resultado           |
| --- | ------------------- | ------------ | ---------- | ------------ | --------------------------- | ------------------- |
| 1.  | 25 de junio de 2023 | Queen's Club | Hierba     | Taylor Fritz | Ivan Dodig Austin Krajicek  | 4-6, 7-6(5), [3-10] |
| 2.  | 5 de enero de 2025  | Brisbane     | Dura       | Jakub Mensik | Julian Cash Lloyd Glasspool | 3-6, 7-6(2), [6-10] |

## Next Gen ATP Finals

#### Finalista (1)
| N.º | Fecha                   | Torneo              | Superficie | Oponente en la final | Resultado           |
| --- | ----------------------- | ------------------- | ---------- | -------------------- | ------------------- |
| 1.  | 12 de noviembre de 2022 | Next Gen ATP Finals | Dura (i)   | Brandon Nakashima    | 3-4(5), 3-4(6), 2-4 |

## Títulos ATP Challenger (6; 3+3)

### Individuales (3)
| N.° | Fecha                    | Torneo                  | Superficie    | Oponente en la final   | Resultado     |
| --- | ------------------------ | ----------------------- | ------------- | ---------------------- | ------------- |
| 1.  | 25 de julio de 2021      | Challenger de Tampere   | Tierra batida | Nicolás Kicker         | 5-7, 6-4, 6-3 |
| 2.  | 26 de septiembre de 2021 | Challenger de Bucharest | Tierra batida | Filip Horanský         | 6-3, 6-2      |
| 3.  | 7 de agosto de 2022      | Challenger de Liberec   | Tierra batida | Nicolás Álvarez Varona | 6-4, 6-4      |

### Finalista (2)
| N.° | Fecha                   | Torneo               | Superficie    | Oponente en la final    | Resultado |
| --- | ----------------------- | -------------------- | ------------- | ----------------------- | --------- |
| 1.  | 1 de agosto de 2021     | Challenger de Poznan | Tierra batida | Bernabé Zapata Miralles | 3-6, 2-6  |
| 2.  | 21 de noviembre de 2021 | Challenger de Pau    | Dura (i)      | Radu Albot              | 2-6, 6-75 |

### Dobles (3)
| N.° | Fecha                  | Torneo                | Superficie    | Pareja       | Oponentes en la final                 | Resultado        |
| --- | ---------------------- | --------------------- | ------------- | ------------ | ------------------------------------- | ---------------- |
| 1.  | 26 de junio de 2021    | Challenger de Milán   | Tierra batida | Vít Kopřiva  | Dustin Brown Tristan-Samuel Weissborn | 6-4, 6-0         |
| 2.  | 31 de julio de 2021    | Challenger de Poznan  | Tierra batida | Zdeněk Kolář | Karol Drzewiecki Aleksandar Vukić     | 6-4, 3-6, [10-5] |
| 3.  | 6 de noviembre de 2021 | Challenger de Bérgamo | Dura (i)      | Zdeněk Kolář | Lloyd Glasspool Harri Heliövaara      | 6-4, 6-4         |